# Livet-et-Gavet
Livet-et-Gavet é uma comuna francesa na região administrativa de Auvérnia-Ródano-Alpes, no departamento de Isère.